# Сажин, Пётр Александрович
Пётр Александрович Сажин (30 июня 1906 — 12 января 1993) — советский писатель-маринист и военный корреспондент. Участник Великой Отечественной войны.

## Биография
Родился 30 июня 1906 года в селе Большая Лозовка Токаревского района Тамбовской области в крестьянской семье. Закончил местную церковно-приходскую школу, затем в Тамбове — среднюю. Работал каменщиком, грузчиком, слесарем, кочегаром на судах дальнего плавания. Свои впечатления от работы на торговых судах использовал в создании очерков, зарисовок, которые печатались в «Ленинградской правде», «Полярной правде» (Мурманск).
В качестве журналиста П. Сажин объехал почти весь Советский Союз, бывал за границей. Путевые впечатления легли в основу его первых книг «У крыши мира» (1929), «Британский профиль» (1931), «Курс на завтра» (1931). В 1926-1934 годах П. А. Сажин жил в Ленинграде, печатался в журналах «Смена», «Литературный современник», «Наши достижения» и других. Член КПСС.
В годы Великой Отечественной войны П. А. Сажин — военный корреспондент, служил на Черноморском флоте, участник обороны Одессы, обороны Севастополя. В 1942–1944 на Северном флоте, военный корреспондент газеты «Красный флот» в Полярном.
Военные очерки и рассказы собраны в книгах «Щит Севастополя: Записки военного корреспондента» (1945), «Расплата» (1947), «Завещание полковника» (1949), «Живой камень» (1953). В 1974 году вышла «Севастопольская хроника», отражающая подвиг черноморских моряков в Великой Отечественной войне. В 1956 вышла в свет повесть «Капитан Кирбеев» - о дальневосточных китобоях, в 1959 году - повесть о рыбаках «Трамонтана». В 1962 году был написан роман о любви и верности «Сирень».

Умер 12 января 1993 года.

## Награды
Награжден орденами «Красной звезды», «Дружбы народов», Трудового Красного Знамени, медалями.
Серебряная медаль имени Александра Фадеева (1974).

## Сочинения
- «У крыши мира» (1929)
- «Британский профиль» (1931)
- «Курс на завтра» (1931)
- «Щит Севастополя: Записки военного корреспондента» (1945),
- «Расплата» (1947),
- «Завещание полковника» (1949),
- «Живой камень» (1953),
- «Севастопольская хроника»,
- «Капитан Кирибеев» (1956),
- «Трамонтана» (1959),
- «Сирень» (1962)